# عدنان يحيى
عدنان يحيى (1960-2020) هو فنان تشكيلي فلسطيني ولد في مدينة إربد بالأردن، وعضو برابطة الفنانين التشكيليين الأردنيين، وعضو مؤسس لجماعة الفنانين الشباب في الأردن. كما يعمل في التدريس وله عدة مقالات نقدية نشرت وترجمت في الصحف والمجلات المحلية والعربية.

## النشأة والتعليم
نشأ عدنان في الأردن بعد أن هُجّرت عائلته من قرية العباسية قضاء يافا، ودرس فنون الرسم والتصوير في معهد الفنون الجميلة في عمان عام 1976، وفي معهد إعداد المعلمين عام 1980. ثم تفرغ للممارسة الفنية، وعمل في حقل الفنون في محطات أكاديمية مختلفة.

## الأسلوب الفني
طور عدنان من تجربته متأثراً بالعديد من المدارس الفنية المختلفة، وتراوحت أعماله بين التعبيرية والرمزية والسريالية، فيما قدمها بتقنيات متعددة، من الرسم بالزيت والسيراميك والطين المواد المختلفة.
وقد تأثرت أعماله بالقضايا الوطنية، وخاصة مجزرة صبرا وشاتيلا. ومثّل الحضور الإنساني مساحة كبيرة من أعماله، والتي تتقاطع مع مفهوم المكان والأرض والهوية. وقد انتصر في أعماله للإنسانية، وحارب الظلم والقهر وقمع الحرية، كما عمل على نقل معاناة الشعب الفلسطيني منذ الاحتلال، ومجزرة قانا، وحرب العراق وغزو لبنان، وقد أثّرت تجربته الشخصية على اهتمامه بالفن ومواضيعه التي ناضل من خلالها، معتبراً أن الفن قوة ثقافية في وجه الاحتلال.

## المعارض والمقتنيات

### المعارض الفردية
- معرض بيان من أجل البشرية عام 2010، جاليري رؤى 32 للفنون، الأردن.
- معرض عام 1995، دارة الفنون، الأردن.
- معرض عام 1987، جاليري عالية للفنون التشكيلية، الأردن.
- معرض عام 1980، قاعة رابطة الفنانين التشكيليين الأردنيين، الأردن.

### المعارض الجماعية
- معرض طقوس الساحلي عام 2015، دارة الفنون، الأردن.
- معرض بيان من أجل البشرية عام 2010، جاليري فور سايت، الأردن.
- معرض فنانون عرب معاصرون عام 1993، دارة الفنون، عمّان.
- معرض الفن الأردني المعاصر لجماعة الفنانين الشباب عام 1989، صالة الرسم الحر، الكويت.
- معرض مختارات الفن الأردني عام 1988، إسبانيا.
- معرض مختارات من الفن الأردني عام 1985، الصين.
- معرض من صبرا وشاتيلا إلى الاستقلال (1982-1999)، دارة الفنون

### المقتنيات
- دارة الفنون، الأردن.
- وزارة السياحة والثقافة الأردنية.
- المتحف الوطني الأردني.
- معهد العالم العربي، باريس.
- المتحف الوطني القطري.
- مجموعة متحف فرحات، الولايات المتحدة الأمريكية.

## الجوائز
- جائزة أحسن عمل للعام 2011، من جامعة فيلادلفيا، في الأردن.[3]
- جائزة دولة فلسطين في الآداب والفنون، والعلوم الإنسانية، في حقل الفنون عن عمله الفني «شهيد» في العام 2017.[3]